# Łukasz Bujacz
Łukasz Bujacz (ur. 24 października 1903 w Łodzi, zm. 9 stycznia 1961 w Zielonej Górze)  – działacz socjalistyczny i komunistyczny.
Skończył szkołę podstawową, potem w poszukiwaniu pracy w 1920 wyemigrował do Niemiec, gdzie do 1926 był robotnikiem rolnym, a od 1927 był górnikiem w Belgii. 1928-1930 był członkiem Polskiego Związku Kulturalno-Oświatowego, a 1928-1934 Belgijskiej Partii Socjalistycznej, z której został wykluczony za współpracę z Komunistyczną Partią Belgii, do której następnie wstąpił. W 1936 brał udział w werbowaniu ochotników do udziału w wojnie domowej w Hiszpanii, a podczas okupacji 1940-1944 brał udział w belgijskim ruchu oporu. W 1944 był współorganizatorem ZPP w Belgii, a gdy w 1946 powstała emigracyjna PPR w Belgii, został jej I sekretarzem w okręgu Liège. Od 1948 przewodniczący Rady Narodowej Polaków w Liège, przeszedł na rentę inwalidzką. W 1950 za działalność komunistyczną aresztowany i potem wydalony z Belgii. XI 1950 wrócił do Polski i wstąpił do PZPR. Skierowano go do pracy w Prezydium Wojewódzkiej Rady Narodowej w Zielonej Górze, gdzie pracował do 1960. Był odznaczony m.in. Krzyżem Komandorskim Orderu Odrodzenia Polski.